# جيمس مالكوم
جيمس مالكوم هو سياسي كندي، ولد في 14 يوليو 1880 بكينكاردين في كندا، وتوفي في 6 ديسمبر 1935. حزبياً، نشط في الحزب الليبرالي الكندي. وقد انتخب عضو مجلس العموم الكندي.